# Nachtschicht (Film)
Nachtschicht (Originaltitel: Graveyard Shift) ist ein 1990 in den USA gedrehter Horrorfilm, der lose auf der Kurzgeschichte Spätschicht von Stephen King basiert. Die zugrundeliegende Kurzgeschichte wurde 1970 im Magazin The Cavalier erstveröffentlicht und ist auch im 1978 in den USA erschienenen Sammelband Nachtschicht enthalten.

## Handlung
John Hall ist ein viel herumkommender Mann mittleren Alters, der sich in einer Spinnerei in einer Provinzstadt in den USA um einen Job bewirbt. Der Chef der Firma, Warwick, ein skrupelloser Mann, gibt Hall eine Stelle, deren vorheriger Inhaber während der Nachtschicht auf mysteriöse und blutige Weise umgekommen ist.
In der Spinnerei herrschen schlimme Zustände: Tausende von Ratten bevölkern sie und sind ein ständiges Ärgernis.
Die Spinnerei liegt an einem hohen Abgrund, unter dem ein Bach fließt, der einen alten, von Nebel umhüllten Friedhof fast vollständig unter Wasser gesetzt hat. Das Gebäude der Firma besitzt außerdem ein uraltes Kellergewölbe, in dem sich Schutt, Müll, Ratten und noch ein mysteriöses Wesen, von dem allerdings niemand weiß, befinden.
Hall und einige Mitarbeiter werden beauftragt, diesen Keller auszuräumen, damit er als Arbeitsbereich genutzt werden kann. John Hall entdeckt dabei eine alte Falltür, die hinunter zu weiteren Kellergewölben führt, die scheinbar ewig nicht mehr betreten wurden. Beim Erkunden dieses Kellers, der sich als ein wahres Labyrinth entpuppt, werden nach und nach alle Mitglieder der Reinigungstruppe von dem mysteriösen Wesen zerfleischt, welches an eine riesige Kreuzung aus Fledermaus und Ratte erinnert.
Nachdem das Wesen – beim Versuch Hall umzubringen – mit dem Schwanz in einer Kardiermaschine hängen bleibt, gelingt es Hall die Maschine mit einer Schleuder zu starten und das Monstrum zu töten.

## Kritik
Das Lexikon des internationalen Films urteilte:

„Langweilige Verfilmung einer Kurzgeschichte von Stephen King, deren fadenscheinige Geschichte von holzschnittartigen Charakteren bevölkert wird.“

## Auszeichnungen
Der Film wurde 1991 für einen International Fantasy Film Award nominiert.

## Trivia
- Die Spinnerei gehört einem Mann namens „Bachmann“, Stephen Kings Pseudonym.
- Kelly fährt einen 1967er Ford Mustang. Das Auto kommt in mehreren King-Verfilmungen vor (z. B. in Misery).